# Népszínház (Budapest, 1875–1908)
A Népszínház 1875. október 15-én nyitotta meg kapuit Józsefvárosban, a mai Blaha Lujza téren. Alapítványi tulajdonú, városi kezelésű színház volt. A 19. század második felének legnépszerűbb műfaja, a népszínmű számára jött létre társadalmi kezdeményezéssel. Épületét kifejezetten ennek terveztették Ferdinánd Fellner bécsi építésszel. Indulását az alapozta meg, hogy a Nemzeti Színház repertoárjáról leválasztotta a „bármikor adatott eredeti és fordított énekes színdarabokat” (népszínműveket, vígjátékokat, bohózatokat) – ahogy az operát is, ami önálló házba költözése jelentősen segítette a Népszínház alapítóinak törekvéseit. A budai Molnár-féle és az István téri Miklóssy-féle színházak után a harmadik pest-budai népszínház volt. Elsősorban népies jellegű drámákat és vígjátékokat játszott, ami mellett a daljátékok és kis eszköztárú operák is szerepet kaptak műsorán, mikor pedig a 19.–20. századok fordulóján a közönség érdeklődése a népszínművek iránt csökkenni kezdett, az operett műfaja is tért nyert. Igazgatása az akkor megszokott bérleti rendszerben történt.
Ebben a formában 1908. június 30-ig működött. Ezután épületét a Nemzeti Színház társulata bérelte – eredetileg ideiglenesen, amíg saját épülete elkészül, de végül – 1948-ig, amikor is a tulajdonába került. 1965-ben lebontották. Az alapítók és a főváros által a színház kezelésére létesített, 1889-ban hitelesített Budapesti Magyar Népszínházi Alapítvány 1950-ben szűnt meg, vagyona a fővárosé lett.

## A Népszínház története

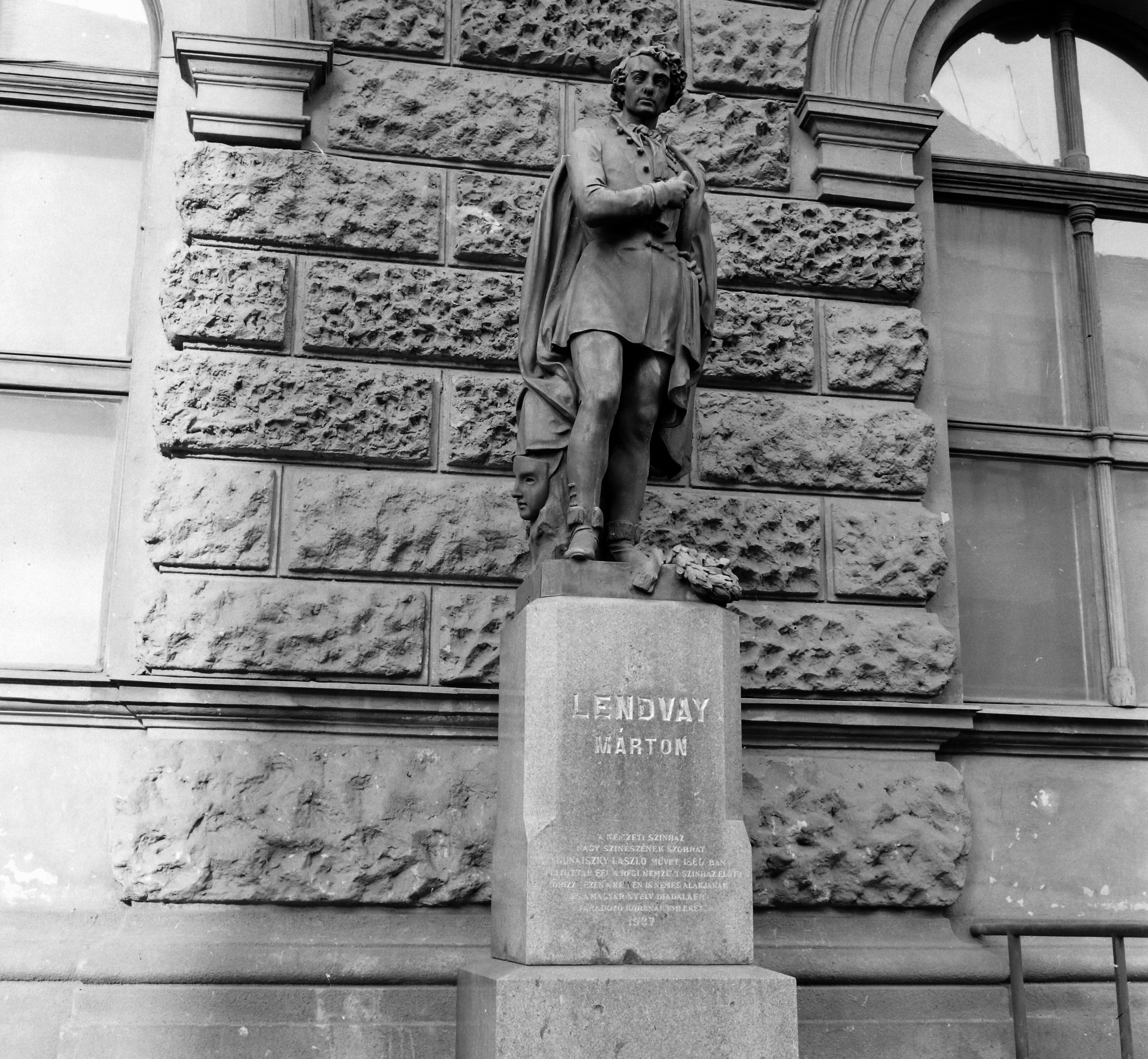
Lendvay Márton, az első magyar népszínműénekes szobra a Népszínház előtt

1838. október 8-án mutatták be a Nemzetiben Gaal József Peleskei nótárius című tündérbohózatát, ami akkora siker volt, hogy a népszínmű első felvirágzását eredményezte a Nemzeti Színházban. A magyar közönség magyar darabokat akart a német színházak magyar környezetbe ültetett bécsi darabjaival szemben.
Az új, népszínműveket játszó színház gondolata a kiegyezés után erősödött fel (akárcsak az Operaházé). A gondolat Molnár György színésztől származott, akinek Budai Népszínháza elbukott ugyan, de 1870 második felétől minden este a Kávéforrás kávéházban rendszeresen összegyűlő Deák-párti újságírók egy csoportja lelkesült fel a gondolat életben tartására. A továbbra is elkötelezett Molnár György és az újságírócsoport érték el a színház létesítését.
1869-ben egy társaság alakult, mely részvényekre akarta alapítani a népszínházat és fölhívást bocsátott ki a közönséghez, aminek köszönhetően rövid időn belül közel 80 000 forint tőke lett alájegyezve. Azonban ez után a terv az aláírások megkezdésének stádiumában maradt. Ezt követően egy összehívott gyűlésen elhatározták, hogy részvénykibocsátás helyett országos gyűjtést szerveznek, illetve szóba került az állami sorsjáték egyszeri igénybevétele is. A gyűjtés eredménye, a hírlapok buzgó pártolása ellenére, nem hozott 25 000 forintot sem, az állami sorsjegyek jövedelméről pedig a kormány határozott.
1871. október 18-án Steiger Gyula városi képviselő indítványára Pest város közgyűlése elhatározta, hogy a városban építendő magyar népszínház számára ingyen telket adományoz, s ennek elintézésére bizottságot küldött ki – elnöke Lipthay Béla báró, jegyzője Rákosi Jenő lett. október 21-én Pest város számos polgára az akkori Nemzeti körben értekezletet tartván, a város által megindított ügy felkarolására egy 9 tagból álló bizottságot küldött ki avégből, hogy egy népszínházi társaság megalakításának előmunkálatait megindítsa és a sajtó útján október 29-ére meghívott a Vigadó tanácstermébe mindenkit, aki a Népszínház ügye iránt érdeklődik. Ezen az értekezleten a népszínházi társaság nem alakult ugyan meg, azonban egy 52 tagú nagy bizottságot választott a színház megvalósítására, amely el is készítette a „Pesti Magyar Népszínházát alapító társulat” alapszabályait – ezt bár a miniszter láttamozta, de a kellő számú alapító (200-nak kellett volna összegyűlnie) hiányában sohasem alakult meg. Eközben a Pest városa közgyűlése által kiküldött 5 tagú végrehajtó (létesítő) bizottsággal összhangban elsősorban egy a színház felépítésére alkalmas városi területet keresett.

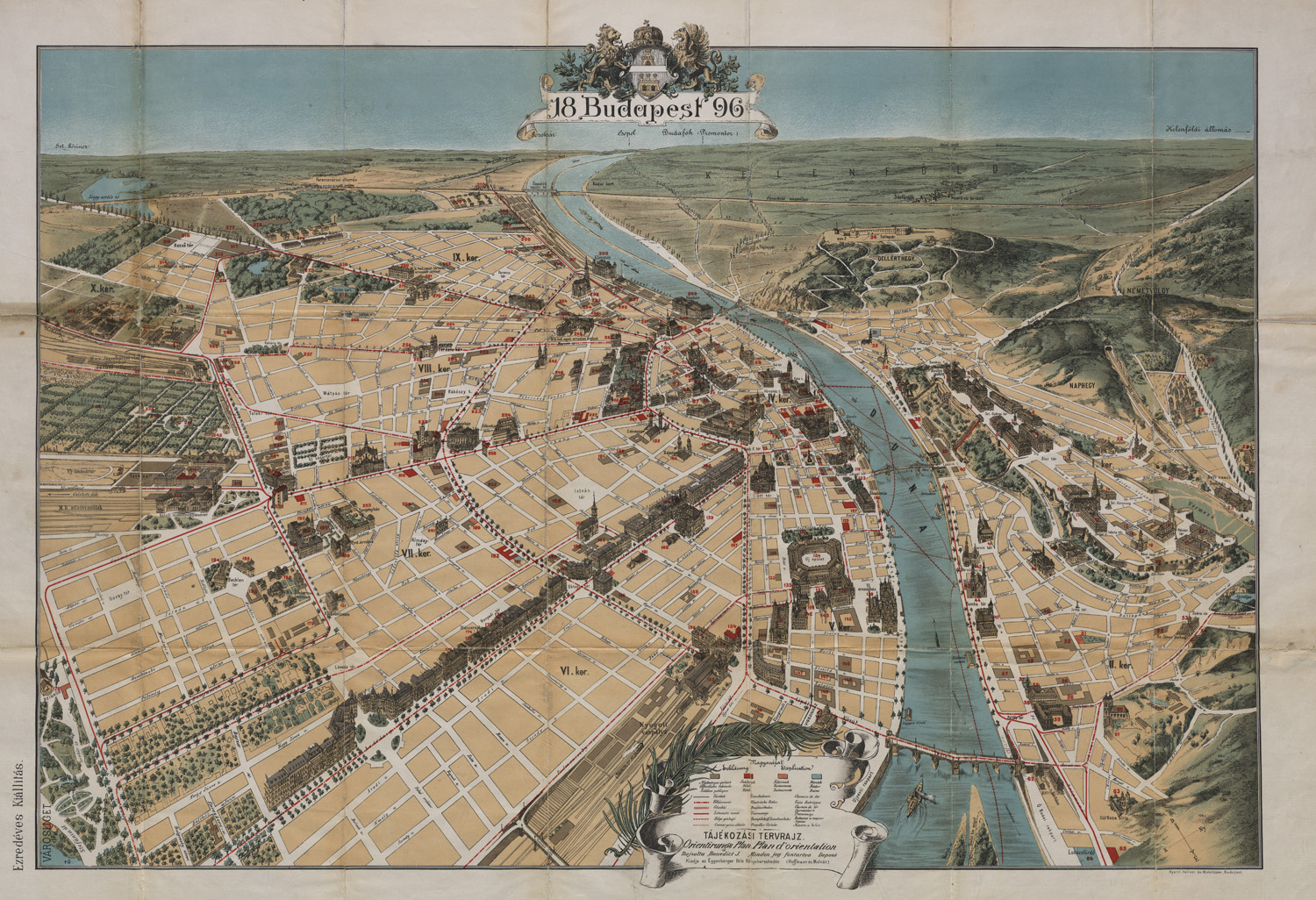
Budapest tervrajza, 1896

1872. január 24-én a város hatósága el is határozta, hogy az új sugárút mentén fekvő Hermina teret tartotta a népszínház építésére és „a magyarosodás s a nemzeti közszellem terjesztése, valamint az ízlést nemesítő magyar színirodalom fejlesztése és ápolása” céljára legalkalmasabb teleknek. A kormány 1873 májusában ajánlatot tett a telekre, miszerint azt 500 000 forintért megváltja, ha a népszínházi bizottság a maga részéről hajlandó a népszínházát a józsefvárosi Sörfőző utcára, a leendő külső körútra építeni, amit 154 000 forintért megszerezhetne. Így mind az operaház, mind a népszínház gyorsabban felépülhet és a színházak arányosan helyezkednének el a város egyes részeiben. Előbbi a Lipótvároshoz, a Nemzeti Színház a Józsefváros és Terézváros mezsgyéjén, utóbbi pedig a Józsefváros és Ferencváros érintkező vidékén. Többen azonban szót emeltek a kieső részébe való építése ellen. Ezután Ferdinand Fellner, a népszínház tervének készítője is megvizsgálta a telkeket, és a telekkérdés a józsefvárosi Sörfőző utcai és a Király utcai (később Falk Miksa utca; Valero-ház) telek közti választásra redukáltatott. Az építőmester művészi szempontból határozottan a józsefvárosi mellett nyilatkozott, de gyakorlati és üzleti szempontból csak a király utcait ajánlhatta. A nagybizottság elnöke is erre a véleményre jutott, azonban 1873 júniusában Steiger Gyula által újabb ajánlatot kapott: a Kerepesi út és a Sertéskereskedő utca (a mai Népszínház utca) között fekvő, és hátsó homlokzatával a leendő körút vonalába eső saroktelek, melyen akkor a mértékhitelesítő hivatal állt és egy 2500 nézőt befogadó színház építésére volt alkalmas. Pénzügyi tekintetben is előnyösebb, 62 ezer forintért megszerezhető, fekvése tekintetében pedig a Valero-telekhez hasonló volt, mivel a közúti vaspálya három vonalának csomóját képezte. Így a telekcsere ügyletből mintegy 430-440 ezer forint maradt a színház felépítésére. Az építési munkálatok már a nyár végén el is kezdődtek. S főváros az operaházban és népszínházban is állandó, ünnepélyes alkalmakkor igénybe vehető páholyt kötött ki magának úgy, hogy azokat esetről-esetre ki is fizeti.
Az épület megnyitása előtt a Nemzeti színház és a Népszínház megállapodott abban, hogy Pesten három évig csak a Népszínház ad elő népszínműveket. A Nemzeti átadja a korábban ott játszott népszínművek könyvtári anyagait, ruháit és jelmezeit.
Az 1875. október 15-i ünnepélyes avatást személyes jelenlétével tüntette ki Ferenc József király és Rudolf trónörökös is. Az alkalomból 4000 forintot adományozott az intézménynek. A megnyitón előadott darabokat úgy állították össze, hogy a tervezett repertoár minden műfajából legyen egy-egy felvonás:
- Rákosi Jenő: Leánykérő egyfelvonásos népszínmű. Zenéjét Erkel Gyula szerezte.
- Vidra Sipka: Jeremiás siralmai egyfelvonásos bohózat.
- Huber Károly: A király csókja opera egy felvonásban. Szöveg: Berczik Árpád.

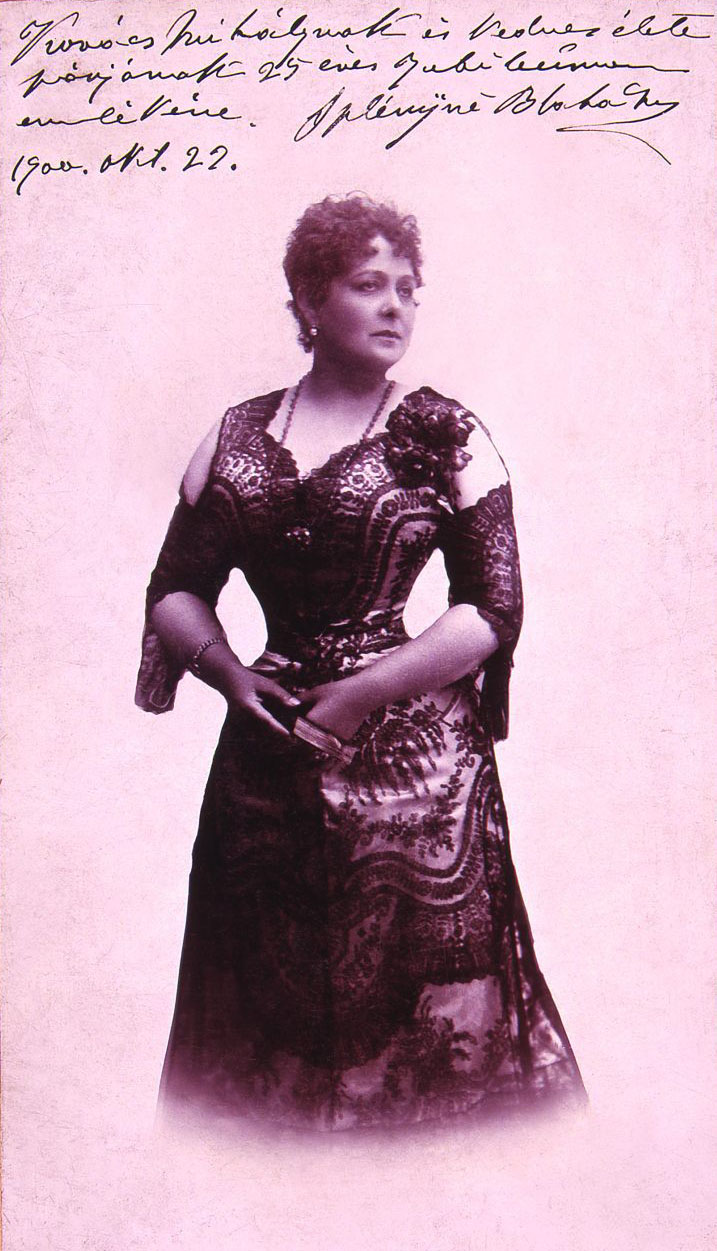
Blaha Lujza népszínházi tagsága 25 éves jubileumán (1900. október 22.)

A Népszínház megnyitásával megkezdődött a népszínművek kb. húsz évig tartó másodvirágzása – és nem mellesleg a Nemzeti Színház aranykora is. Egyúttal otthonra lelt a megjelenőben levő operett is. A Népszínház 19. század végi szárnyalása két, a kezdetektől a színház tagjaként működő vezetőjének érdeme. Ők az első megbízott igazgató, Rákosi Jenő és a színház ranglétráját, majd külföldi tapasztalatokat is gyűjtő második szerződtetett igazgató, Evva Lajos.
A bizottmány működéséről 1879-ben született az első jelentés, ami formája és tartalma a bizottmány teljes működése alatt változatlan maradt. Ezek mindig az elmúlt évek eseménykrónikájával; bérlőváltozással, népszínműpályázattal stb.; illetve a közművelődési célok megvalósítását ismertető résszel és a népszínházi alap vagyonmérlegének végeredményével kezdődnek. A következő terjedelmes rész az adott (körülbelül 3 éves) időszakok műsorainak statisztikája, amihez a színház mindenkori bérlő-igazgatójától kértek be kimutatást és ezt változtatás nélkül beemelték a jelentésbe. Legrészletesebben a végeztetett javítási-átalakítási munkákkal foglalkoztak, elsősorban az anyagiakra koncentrálva. Az első népszínműpályázat ötletét  Steiger Gyula az 1878. december 9-i ülésen vetette fel arra hivatkozva, hogy a bizottmány feladata nem kizárólag a pénzügyek intézése. 1879-ben a felhívásra 69 pályázati darab érkezett, amiből egyet, mivel az német nyelven íródott, kizártak. Az első díjat nyert "A legény bolondja" című mű (amit 100 arannyal jutalmaztak) bemutatója Erkel Elek zenéjével 1880. április 10-én volt és összesen 11-szer adták elő.
A népszínházi bizottság kezdetben a közgyűlés által kiküldött hat tagból és az alapítók sorából választott három tagból állott, de miután a színház teljesen elkészült és a tűzrendőri szempontból szükséges intézkedések megtörténtek, az alapítók jónak látták alapítói jogaikról lemondani és azokat Budapest törvényhatóságának felajánlani. A fővárosi törvényhatóság a tanács meghallgatása után késznek is nyilatkozott a népszínházát, mint alapítványt, nem pedig mint tulajdont kezelésébe átvenni és ezért 1891-ben egy szabályrendeletet alkotott arra nézve, hogy miképpen járjon el a népszínházi bizottság, mely a közgyűlés tagjainak sorából, de az alapítókra való tekintettel választatott. Az ő hatáskörükbe tartozott a bérlet kiadása, valamint annak eldöntése, hogy ez pályázat vagy ajánlat útján történjék.
Az 1900-as évek elején a közönség érdeklődése a népszínmű iránt csökkenni kezdett, nem születtek új figyelemreméltó darabok, míg a régiek elvesztették vonzóerejüket, így az operett műfaj kezdett tért nyerni. A századforduló mind jobban fejlődő kulturális élete egymás után létesített újabb és újabb színházakat a városban, ezzel komoly versenyhelyzetet teremtve. A nagyobbak, ezek közül a Vígszínház 1896-ban, a Magyar Színház 1897-ben, a Kisfaludy Színház 1897-ben, a Király Színház 1903-ban, a Royal Orfeum pedig 1908-ban nyitotta meg kapuit. Ráadásul 1906-ban megnyitott az Apolló Mozgó Színház is a Népszínház közvetlen szomszédságában.
A Népszínház két egymást követő alkalommal is nehéz helyzetbe került. Előbb 1904 tavaszán jutott válságba, mivel az akkori bérlő, Porzsolt Kálmán csődbe jutott, majd, hogy a színházat kár ne érje a népszínházi bizottmány a további bérletere, mivel a színházi évad végéhez közeledtek, pályázat nélkül bízta meg Vidor Pált. Ő azonban, részint az 1905-ös átalakítási munkálatok miatt kiesett közönség miatt, 1906 közepére már nem tudta teljesíteni vállalásait, ezért év végén öngyilkos lett.

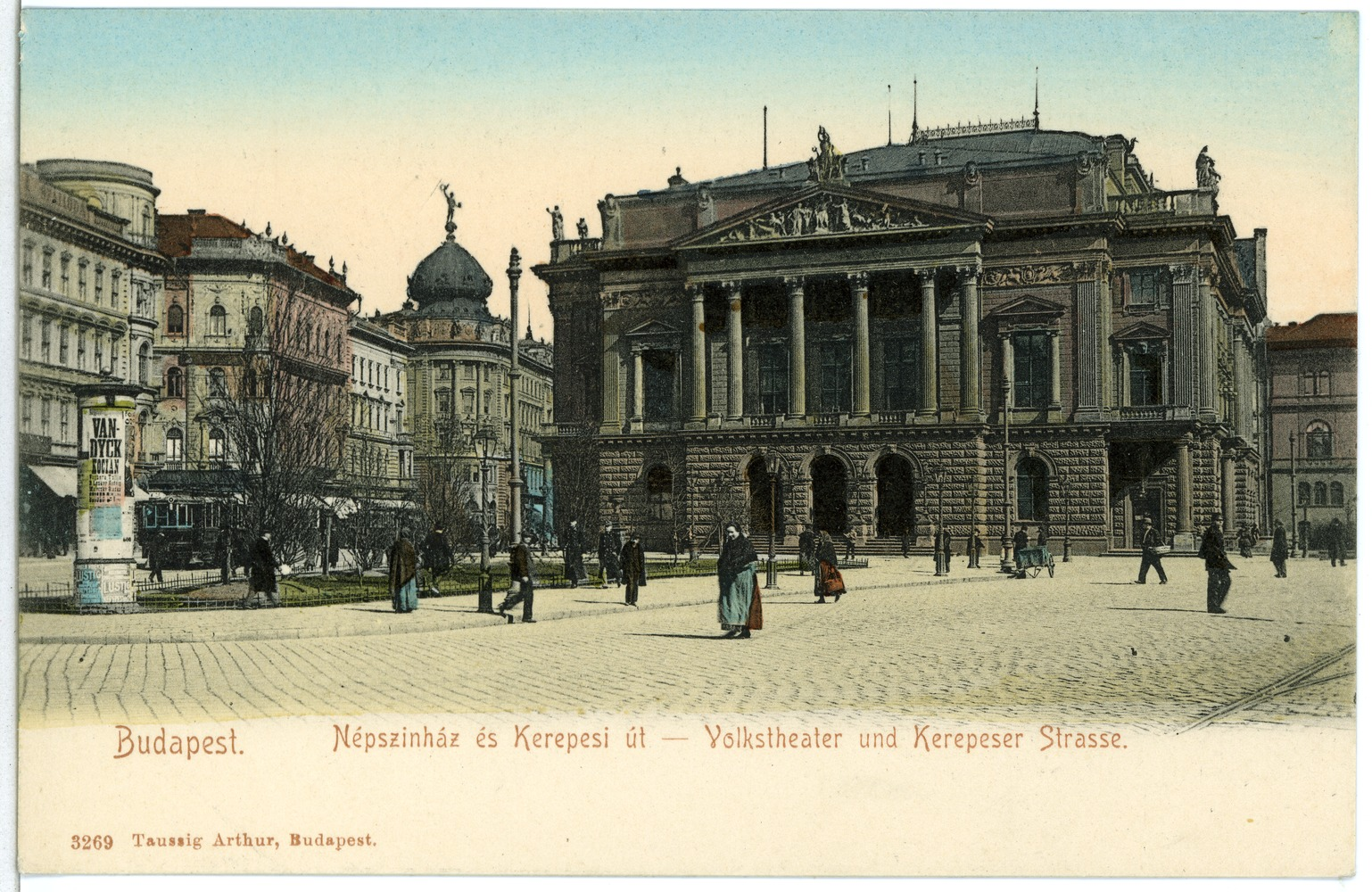
Az épület egy 1903-as képeslapon

1907-ben ezért a Népszínházi Bizottság a polgármester elnöklésével a színház bérleti föltételeit és a pályáztatás módszerét megváltoztatta. A bizottság a közgyűléssel egyetértésben tíz évre adta bérbe a színházat, amit Máder Rezső, a m. kir. operaház igazgatója nyert el. Az addigi feltételektől eltérően a bizottság maga állapította meg a színház bérletének árát (az alapbért harmincezer koronában állapították meg) és a pályázók nem licitálhattak egymásra. Azt is kikötötték, hogy ha a színház évi bruttóbevétele meghaladná a 650 000 koronát, a több bevételből a bizottság 700 000 koronáig harminc, 750 000 koronáig negyven azon túl pedig ötven százalékkal részesedik. A pályázóknak hatvanezer korona biztosítékot kellett letenniük. A bizottság a pályázók művészi vezetésre való hivatottságát (amit ha a bizottság nem ismerne el, kötelezhették elismert tekintélyű művezető alkalmazására) és anyagi megbízhatóságát mérlegelte, ha pedig a pályázat eredményét nem tartotta volna kielégítőnek, szabadon tárgyalhatott akármelyik pályázóval, vagy azzal is, a ki nem pályázott. A preventív cenzúráról, a darabok előadásának megtiltásáról lemondott a bizottság, de fönntartotta azt a jogát, hogy kívánhatja egy darabnak a műsorról való levételét, ha a bizottság a darab ellen a közerkölcs, a műízlés, vagy a politika szempontjából kifogást tesz.
Az új igazgató a színházat 1907. október 1-én kapta meg, azonban fél év után sehogy nem tudta költségeit kitermelni. Így a bizottmány elfogadta a kormány ajánlatát és a 10 éves időszakból fennmaradó időre a Nemzeti Színházzal kötött bérleti szerződést úgy, hogy az mind a csődbe jutott igazgatóknak, mind az alapítványnak is előnyös volt.

### Igazgatók, sikeres előadások

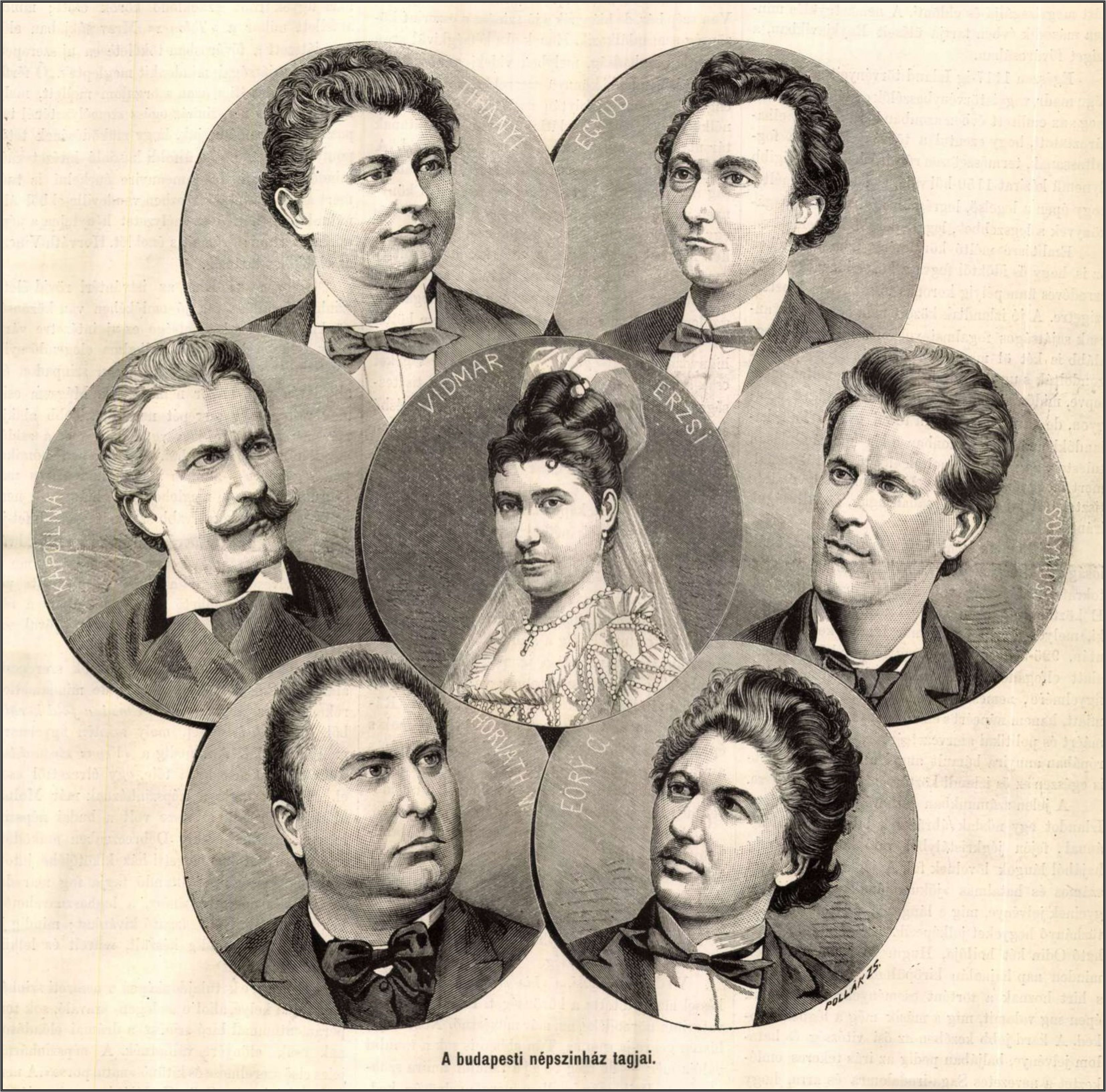
A Budapesti Népszínház társulatának tagjai, 1877 körül

#### Rákosi Jenő
A Népszínház első igazgatója Rákosi Jenő, 1875. október 15-től hat évig (két 3 éves ciklusra) kapott bérleti szerződést. A Népszínház alapítása részben neki is köszönhető volt. A Népszínház igazgatásától 1881-ben vált meg a bérlettől való visszalépéssel, amikor Csukássy Józseffel megalapította a Budapesti Hírlapot.
A társulat főbb tagjai Rákosi Jenő igazgatása alatt:
- Rendező: Rákosi Jenő, Molnár György.
- Karmester: Erkel Elek, Puks Ferenc
- Színészek: Blaha Lujza,[m 7] Dancz Nina, Daray Karolin, Együd István, Hegyi Aranka, Horváth Vince, Kákosi Fanny, Karikás József, Kassai Vidor, Klárné Angyal Ilka, Komáromi Mariska, Lukácsy Sándorné, Pálmay Ilka, Párthényi József és felesége, Solymosi Elek, Sziklai Emília, Tihanyi Miklós, Vidor Pál

Sikeres darabok (a zenei szerkesztő Erkel Elek):
- Lukácsy Sándor: A vereshajú 1877. június 2. Főbb szereplők: Blaha Lujza, Pártényiné, Vidor Pál, Eőry Pordán Gusztáv. Ismert dalok: Ez a kislány megy a kútra, Hullámzó Balaton tetején
- Csepreghy Ferenc: A sárga csikó 1877. december 14. Főbb szereplők: Blaha Lujza, Tihanyi Miklós, Eőry Pordán Gusztáv, Egri Kálmán, Pártényiné, Solymosi Elek. 1886. február 14-én a 100. előadás is telt ház előtt zajlott.
- Csepreghy Ferenc: A piros bugyelláris. 1878. november 29. Főbb szereplők: Blaha Lujza, Tamássy József, Eőry Pordán Gusztáv, Vidor Pál, Klárné Angyal Ilka, Komáromi Mariska. 1894. január 9-én volt a századik előadás. Ismert dalok: Piros, piros, piros, Rózsabokorba jöttem a világra.

A Népszínház fennállásának első 4 esztendejében tartott 1390 előadását 1 439 000 ember látogatta. 1879-ben első alkalommal egy 100 arannyal díjazott népszínmű pályázatot hirdettek. E mellett már ugyanebben az évben módja volt tehetséges, de szegény sorsú színinövendékeket anyagilag támogatni.

#### Evva Lajos
Rákosi Jenő távozása után nyilvános pályázat nélkül kötött vele bérleti szerződést a bizottmány. 1881. október 15-től 16 évig vezette Evva Lajos a színházat. Igazgatása alatt lerakta a Népszínház segély- és nyugdíjintézetének alapját is.
Evva mint írnok, azután gazdaellenőr kezdte pályáját a Népszínháznál, majd titkár lett és megismerkedett az adminisztráció minden titkával. Később dramaturg volt, majd rábízták az előadások rendezését is. Egy ideig kiutazva a nagyobb külföldi színházak viszonyait is tanulmányozta. Ezt követően vette Piufsich Lajossal (aki 1892-ben, miután kiderültek a Népszínházat is érintő üzelmei, öngyilkosságot követett el) a Népszínház igazgatását, ahol mint üzletember is megállta helyét.
1897-ben a Népszínházi Bizottmány kivette irányítása alól a másfél évtized óta vezetett intézményt és októbertől Porzsolt Kálmánt bízza meg. Ekkor állt a Magyar Színház és Rákosi Szidi mellé a családhoz fűződő kapcsolatai, és a felismert lehetőség okán.
Sikeres darab:
- Rátkay László: Felhő Klári (a 100 arany pályadíj nyertese). Zenéjét Herczenberger István állította össze. Bemutató 1886. április 10. Főbb szereplők: Blaha Lujza, Tamássy József, Vidor Pál, Szirmai Imre, Rákosi Szidi, Eőry Pordán Gusztáv.

#### Porzsolt Kálmán
1897. október 15-től. Az ő igazgatása alatt szerződött a társulathoz a huszadik század egyik meghatározó színészegyénisége, az ünnepelt primadonna, Fedák Sári, aki rögtön kirobbanó sikert aratott Huszka Jenő Bob Herceg című darabjának címszerepében, amelyet 134 alkalommal játszott el. A bemutató előadás 1902. december 20-án volt.
1901–1904 között megbízatása alatt a Népszínházban 89 új darabot adtak, ebből 51-et hazai szerzőtől, amiből 29 népszínmű volt.
1904. márciusban Porzsolt Kálmán egyik hitelezője 111 506 korona erejéig végrehajtást vezetett és annak folyamán a Népszínházban foglalás történt. Így, hogy zavartalan működhessen az igazgató személyében változás kellett eszközölnie és a színházat Vidor Pál színművész vette át. Mivel az alapítvánnyal szemben fennálló összes tartozásaira volt fedezet, annak jelentése szerint azt nem érte veszteség.

#### Vidor Pál
Vidor Pál 1904. március 16-án vette át a színház vezetését. A korábbi igazgatóval történtek ellenére is fenntartotta ajánlatát és kötelezte magát a nyilvános pályázat kiírásakor javaslatba hozott 60 000 korona fizetésére a Népszínház bérletéért; ami az összes közterhekkel együtt közel 110 000 koronát tett ki. Ráadásul a következő színházi esztendőben, 1905-ben kénytelen volt a szükséges átalakítások elvégzéséig, hat hónapig szüneteltetni az előadásokat. Ez idő alatt, tehát október végéig társulatával – engedéllyel – a Budai Színkörben játszott, az átalakítási munkák nem készültek el időre és a színház csak 1905. december 1-én volt a rendelkezésszerű használatnak átadható. Ugyan e miatt a bizottság kedvezményeket biztosított és fizetési haladékot adott és Vidor Pál 1906 februárjában még eleget is tett fizetési kötelezettségeinek, de júliusra fizetésképtelenné vált, nem tudott elég nézőt a színházba vonzani.
Nem tudott megbirkózni a színház anyagi gondjaival, tetemes adósságot felhalmozva, amire két haladékot is kapott. 1906 októberében le is mondott volna vezetői pozíciójáról. A második halasztás lejárta előtti estén, november 30-án öngyilkos lett. 250 alkalmazottja így télvíz idején létbizonytalanságba került, ezért december elsejétől nem egészen egy évig a Népszínházi Bizottmány „házi kezelésben” irányította a színházat (gazdasági és pénzügyekben), a művészi igazgatással Megyeri Dezsőt bízták meg. A bizottmány intéző bizottságot küldött ki, melynek tagjai: Márkus József, Kléh István, dr. Heltai Ferenc, Ruszt József voltak, valamint további szakértők a műszaki és pénzügyi kezelésre. Ferenc József, az Operaház és a Nemzeti Színház is adománnyal segítette az intézményt.

#### Máder Rezső

Strelisky Sándor fotóján az A Nagymama szereplői, 1908

1907. október 1-től tíz éves periódusra lett igazgató és a népszínházat mint Vígopera nyitotta meg. Operaelőadásokat rendezett, 2000 korona pályadíjjal népszínműpályázatot írt ki, ami győztese Csiky Gergely A nagymama című művének zenés változata volt, egyben a színház utolsó fellángolása. Vezetése alatt Bálint Dezső magánvállalkozóval köt bérleti szerződést, ezzel igyekezve az anyagi nehézségeken segíteni. 1908. június 30-án Csepreghy Ferenc: A sárga csikó című darabja volt a Vígopera utolsó előadása.
1908. július 10-én Apponyi Albert szerződést írt alá a Máder—Bálint-céggel, mely szerint az állam átveszi a Vígoperát a Nemzeti céljaira, fizeti az évi hatvanezer korona bérösszeget – amelyre Máderéknak volt szerződésük –, és további nyolcszázezer koronát a bérlőnek és albérlőnek a befektetésekért, melyen felül ingyen meghagyja számukra továbbra is a cukrászda-, a ruhatár- és az illemhelybérlet évi húszezer korona jövedelmét. Sokakban nagy felháborodást keltett ez a szerződés, mivel azt sejtették, hogy Máder Rezső Habsburg felmenői miatti mentőakciója, ami nemcsak az ország pénzét érintette, hanem feláldozták oltárán a Nemzeti Színház első Rákóczi úti épületét is, mivel az valójában nem lett volna tűzveszélyes.

### Nemzeti Színház

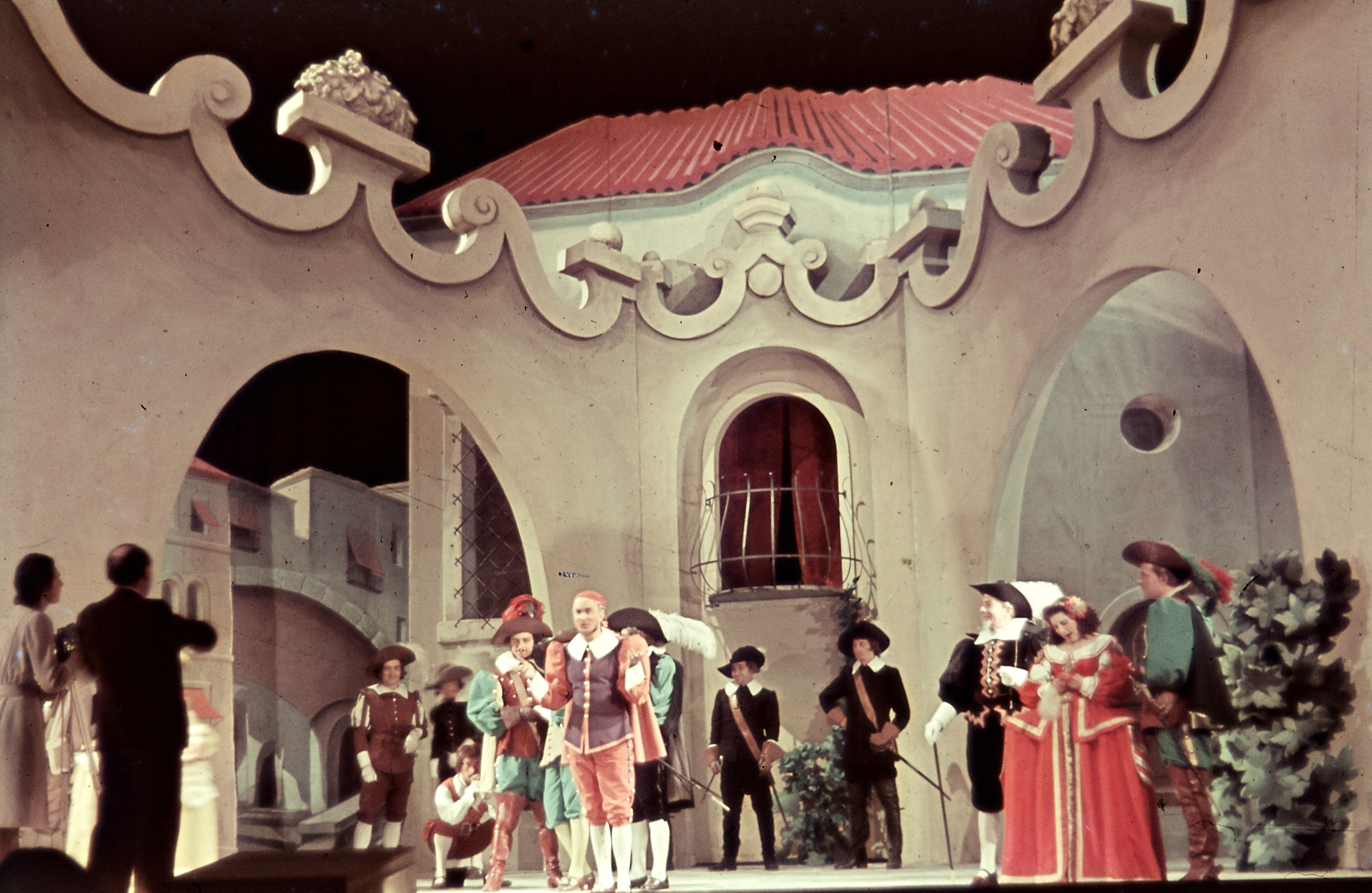
A zöld nadrágos lovag című előadás, id. Konok Tamás 1943-as felvételén

A Nemzeti Színház, mint lehetséges bérlő először 1906-ban merült föl, a bizottmány decemberi ülésén Bezerédj Viktor államtitkár ajánlatában, melyben a kormány a színház újjáépítése idejére vállalná a Népszínház bérletét. A tárgyalások azonban a belügyminisztérium késlekedése miatt áthúzódtak a következő évre, így végül pályázatot hirdettek meg.
A Nemzeti Színház bérletének ügye 1908. áprilisában kerül újra napirendre, amikor is a bizottmánnyal 1908. július 1.–1917. szeptember 30. közötti időszakra szerződést kötöttek, évi 60 000 korona bérért, amit 1917-től 1947-ig többször meghosszabbítottak. Az együttes és fenntartója a használatbavételkor a népszínmű-műfaj életben tartásának kötelezettségét vállalta. Az alapítók és a főváros által a színház kezelésére létesített, 1889-ban hitelesített Budapesti Magyar Népszínházi Alapítvány 1950-ben megszűnt, vagyona a fővárosé, a telek, az épület és ingóságai pedig az államkincstáré lett.
A társulat végül 56 éven át játszott itt, majd 1965-ben az épületet lebontották.

## Az épület

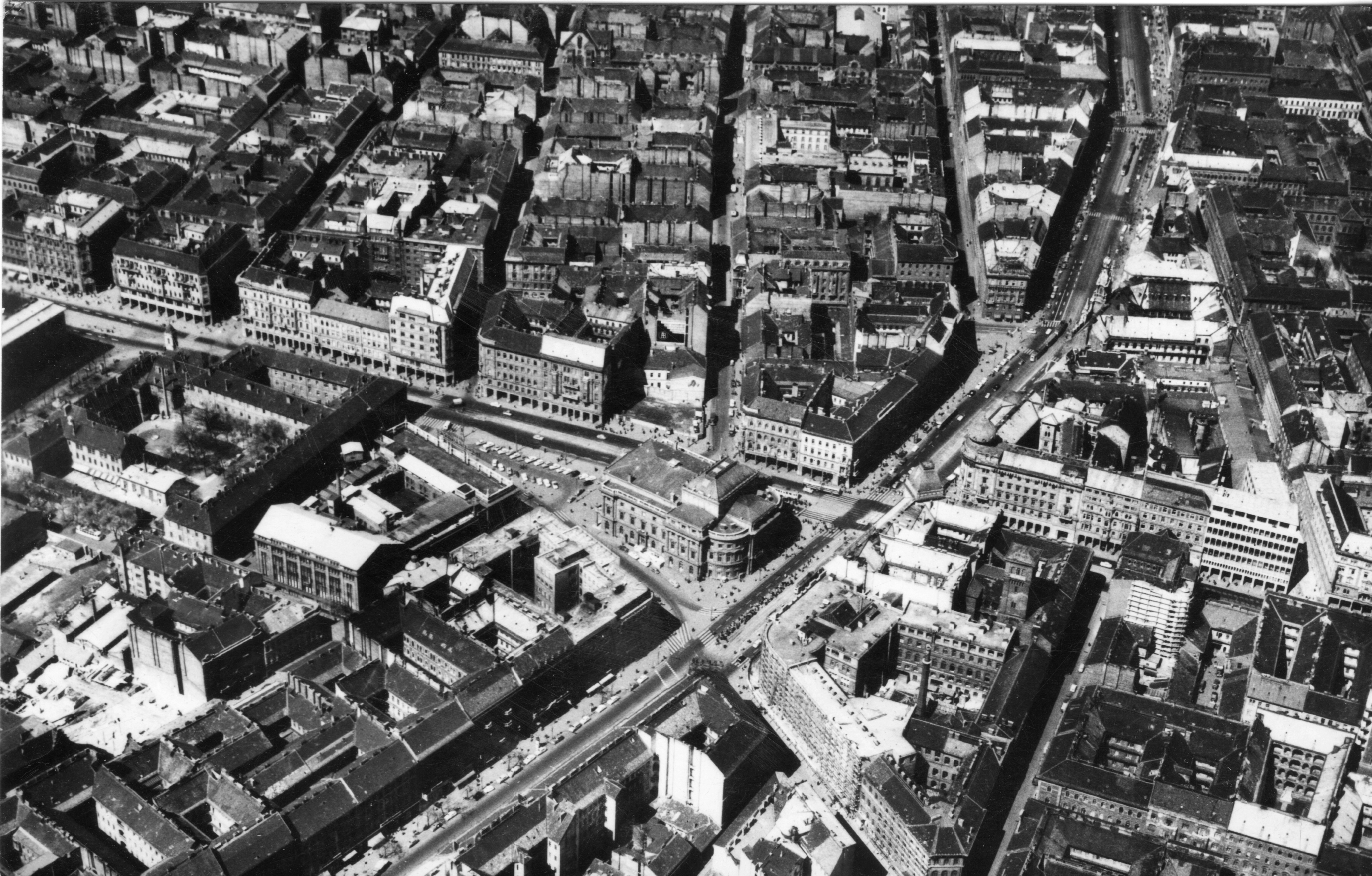
1962-es légi felvétel

Az épület jelentős fővárosi támogatással, magánkezdeményezésre készült el. A neoreneszánsz  épület megtervezését Ferdinand Fellnerre bízták. A Ferdinand Fellner és Hermann Helmer vezette és Monarchia-szerte számos színházi épületet tervező híres bécsi építészcég első magyarországi műve volt.
Elhelyezkedése szempontjából fontos csomópontban, az akkoriban kiépülni kezdő „budapesti Ring”, azaz a Nagykörút központi kereszteződésében, a Kerepesi út (Rákóczi út) és a Sertéskereskedő (Népszínház) utca találkozásánál. A fő homlokzat a városközpontra (a Duna felé) nézett, az épület hátulja az akkor kialakított József körútra. A neoreneszánsz stílusú, építésekor a legmodernebbek közé számító színház patkó alakú nézőterén három emeleten helyezkedtek el az ülő- és állóhelyek, helyiségeit 392 gázláng és 140 szintén „lángzós” csillár világította meg.

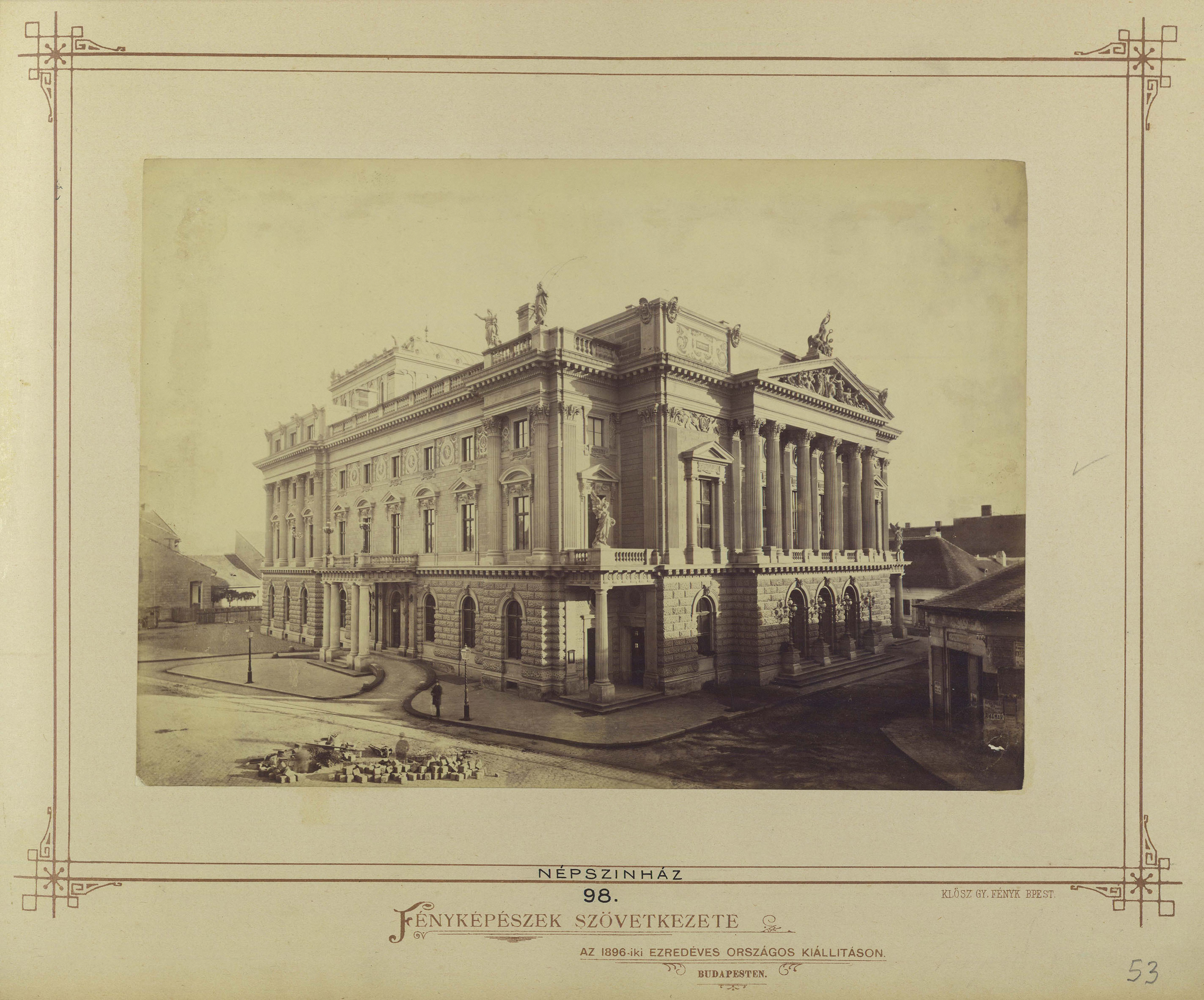
Klösz György fotója 1877 körül

A Népszínház 1875. október 15-i megnyitásakor még a Rókus-kórház és a színház között állt Kasselik Jenő háza is. Közöttük, a ház 1886-os kisajátításáig – amikor az épületet csupán háromnegyedig bontották le – egy szűk utca szorongott és így akkor nem tudták kiépíteni a kocsik megálló helyét. Az eredeti körúti homlokzat két oldalán tervezett egy-egy pavilonszerű kiugrás helyén virágos szőnyegkertet hoztak létre. Az épület két oldala szabadon állt. Mellé építettek a kocsik számára kiszálló és fedett helyet. A Sertéskereskedő utcát ekkortájt keresztelték át Népszínház-utcára. A hátsó rész, a hol körút még ekkor nem épült meg, csak körüljárható volt, a szűk ösvényt léces kerítés választotta el a mértékhitelesítő udvartól. Kívülről a főhomlokzat sugár-oszlopaival – közöttük Kisfaludy Károly, Egressy Béni és Gaal József mellszobrával –, a párkányzatok közti allegóriai csoportozatokkal, s a sarkokon és homlokzati csúcsponton álló szobor-alakokkal díszítették az épületet. Három emelet magas volt, de a színpad fölötti kupola kiemelkedett a házak fölött. A hátsó részben félkörben épült, ahol a színpadi helyiségekhez vezetett minden ajtó; a középső nagy ajtón, ha a hídkapukhoz hasonló nagy dobogót lebocsátották, kocsikat, lovakat lehet vinni a színpadra. Ez az oldal is díszes volt. A homlokzat hármas kapuján vagy oldalról belépve oszlopos, festett falú csarnokba lehetett jutni. Mozaikpadló volt mindenütt, félkörben görbülő folyosókon és a tágas lépcsőzeteken is, melyek körül a karzatokra vivő volt a legtágasabb. A nézőtérre csak oldalról lehetett bejutni. Az ülőhelyeket úgy alakították, hogy a legtávolabbi pontról is tisztán lehessen látni a színpadot, s ezért a székek lépcsőzetesen emelkedtek. 1375 ülőhely volt (a Nemzeti Színházban ekkor csak 1200), az állóhelyeket is számítva 2300 főből álló közönség fért el a színházban. A süllyeszthető-emelhető színpad és mellékhelyiségeinek mérete akkora volt, mint a nézőtérnek, alatta két emelet, felette zsinórpadlás – Galló György gépész munkája volt. Még árvizet is imitálhattak, az erre szolgáló vízvezetékekkel. A színpad a nézőtértől vasfüggönnyel is volt elválasztható. A Külön öltözőszobákat mind távírdai készülék kötötte össze, hogy a rendező és ügyelő hamar tudjon mindenkit irányítani. Minden karnak és a színészeknek is önálló próbatermei voltak. A tágas festőterem a leghátulsó részen, a színpad fölött volt, ahonnan az elkészült függönyöket egyenesen a színpadra lehetett bocsátani. Az alsó szinten nagy díszletraktár helyezkedett.
A népszínház bizottmánya 1894-ben határozott arról, hogy a színház tűzbiztonsági berendezéseinek elhelyezésére szükséges gazdasági épületet nem a színházi alapítvány József körúti telkén és az ehhez a szomszédos Rémi-féle telekből még hozzáveendő területen, hanem egy csere folytán az alapítványi telekrész mögött fekvő, a Csokonai utcára néző és Rémi Róbert érdektársai tulajdonához tartozó telken építteti fel. A két épület közötti közlekedés biztosítása végett Rémi Róbertet és érdektársait kötelezték a kisajátítási egyezséghez fűzött tervrajzon jelölt egyesítendő telkük egész hosszában egy örök szolgalmat képezendő földalatti átjáró és akna létesítésére, amelyért a népszínházi alap évi 200 forint örök bérösszeget tartozott fizetni.
Az Népszínház első jelentős átépítésére 1905-ben került sor. Több kiesebb főleg tűzbiztossági átalakítás történt, de pénzhiány miatt a belső tereiben szinte teljesen fából készült szerkezetet még csak le sem impregnálták, ami Lechner Jenő korabeli írásából tudható, aki már csupán 820 nézőhelyet említ. Az ekkor csak a színpadi részre szoruló átalakítás tervezésével és végrehajtásával Kauser Józsefet bízták meg. Azért ezzel kezdték, mert a színházi tüzek 85—90%-a innen vette eredetét. A bizottság határozatban kikötötte, hogy az épület architektonikus szempontból az átalakítás folyamán ne szenvedjen változást. A Népszínházba ekkor létesítettek egy úgynevezett Asphaleia-rendszert egy tűzbiztonsági hídszerkezetes berendezést, amit Magyarországon másodikként itt alkalmaztak. Ehhez a Csokonai utcában elhelyezkedő hatalmas víztorony biztosította a megfelelő működést és biztos önállóságot, mely a rendszert 44 méteres magasságból körülbelül 50 tonnányi vízzel, illetőleg az ennek megfelelő víznyomással volt képes szolgálni.

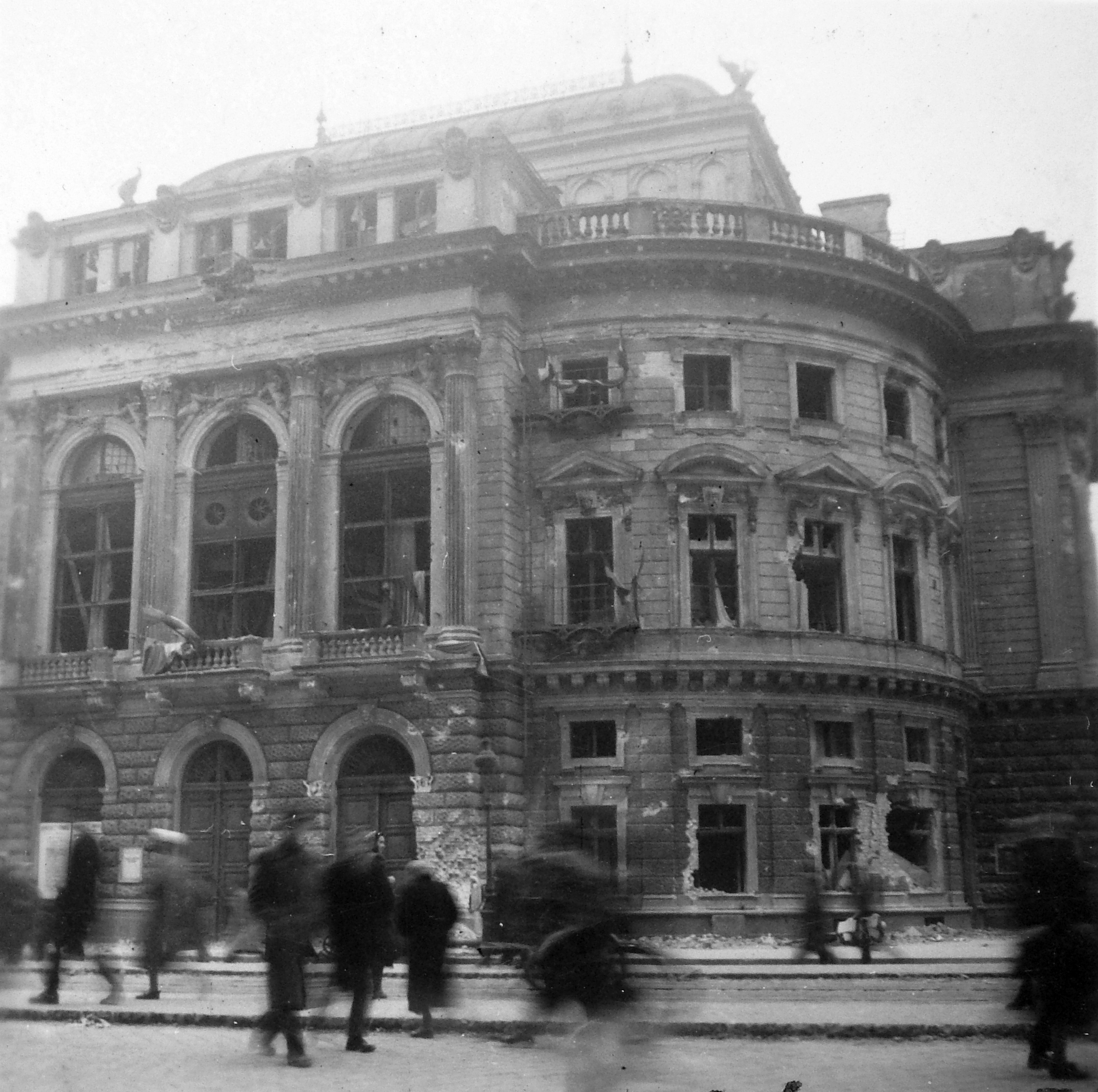
Az épület '56 után

A második világháborúban az épületet jelentős sérüléseket szenvedett, helyrehozatala nagy energiákat mozgósított mind a Nemzeti Színházat bérlő államkincstár, mind pedig az épületet bíró Budapesti Magyar Népszínházi Alapítvány és a főváros részéről,. és néhány hónap alatt működőképes állapotba hozták. Az 1956-os forradalom és szabadságharc során is jelentős károkat szenvedett, renoválása 1957 nyaráig tartott. 1961-ben átépítették a súlyosan megrongálódott tetőszerkezetét is, s ekkor még a távlati tervekben vígoperai szerepet szántak a színháznak.

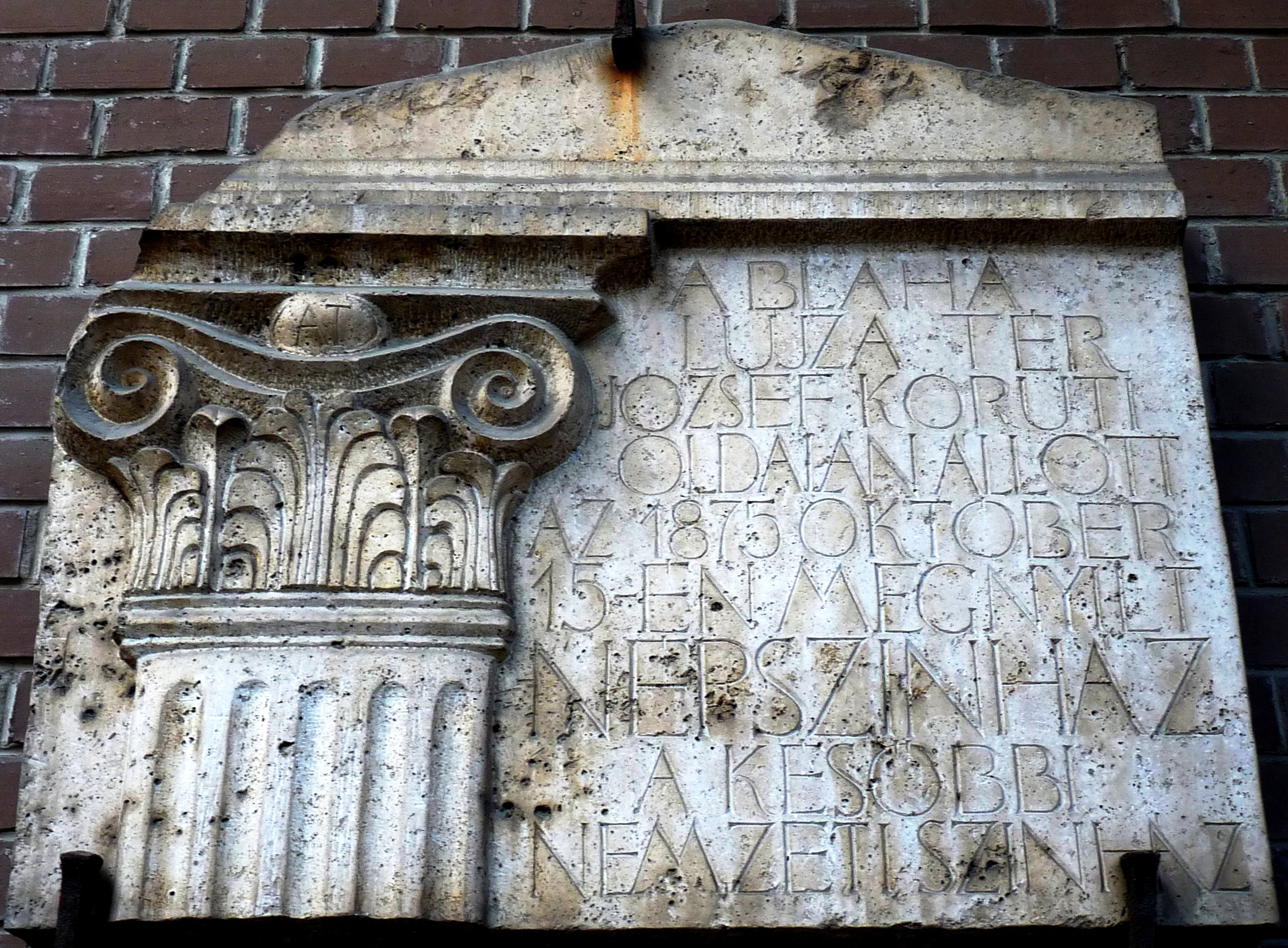
Emléktábla (készítője: Asszonyi Tamás) a Népszínház utcában

1963–1964-ben azonban már a főváros rendezési tervében mind építészeti, mind műszaki állagában teljesen elavultnak írták le az épületet, melynek tartó falai süllyedés következtében elferdültek. Az érvényes tűzrendészeti határozat pedig előírta a 220 voltos áramra való átállásnál a teljes elektromos berendezés kicserélését. A színpadi alsó gépezet csak korlátozottan volt használható, az erkély szerkezetek –  1963. április 21-én megroppant színház nézőterének első emeleti padozata – és közönségszolgálati helyiségek felújításra szorultak. Elhelyezkedését sem tartották megfelelőnek funkciója maradéktalan ellátásához (a jelmeztár, díszletraktár, műhelyek távol kerültek a színháztól, a szállítás jelentős költségtöbbletet okozott), ami további fejlesztését tett volna szükségessé. Korabeli számítások szerint csupán a színház épületének korszerűsítése 80–100 millió forintba került volna, míg a földalatti építése miatt szükséges megerősítése és az azzal járó károk helyreállítása pedig további 40 millió forint költséggel jártak volna. A rekonstrukció idejét, ami alatt a színházépület nem üzemelt volna, 5–6 évre becsülték.

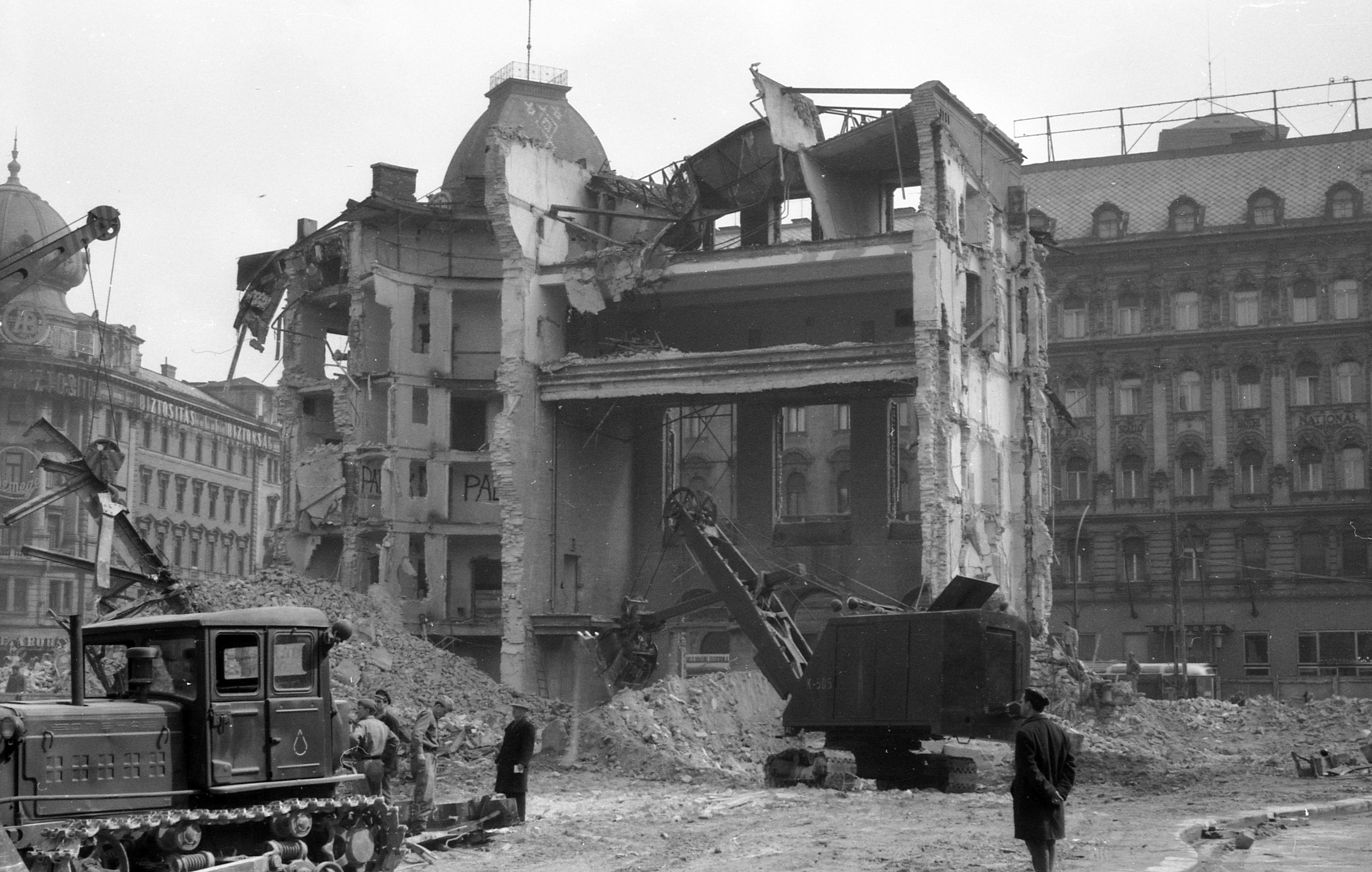
Bontása

A színházépület bontását 1965. január 15-én kezdték el, majd március 15-én felrobbantották a színház pincéjét és tartófödémeit, végül a színház utolsó falszakasza is leomlott április 23-án az utolsó robbantás alkalmával. Gobbi Hilda a nemzeti ismert művésze – ahogy végrendeletében írta – a „Magyar Nemzeti Színház Blaha Lujza téri lebontott épületéből” általa mentett mementókat a visegrádi „Patkó villa” nevű nyaralójába építette, majd halála után az egész létesítményt a társulatnak ajánlotta.

## A Népszínház könyvtára

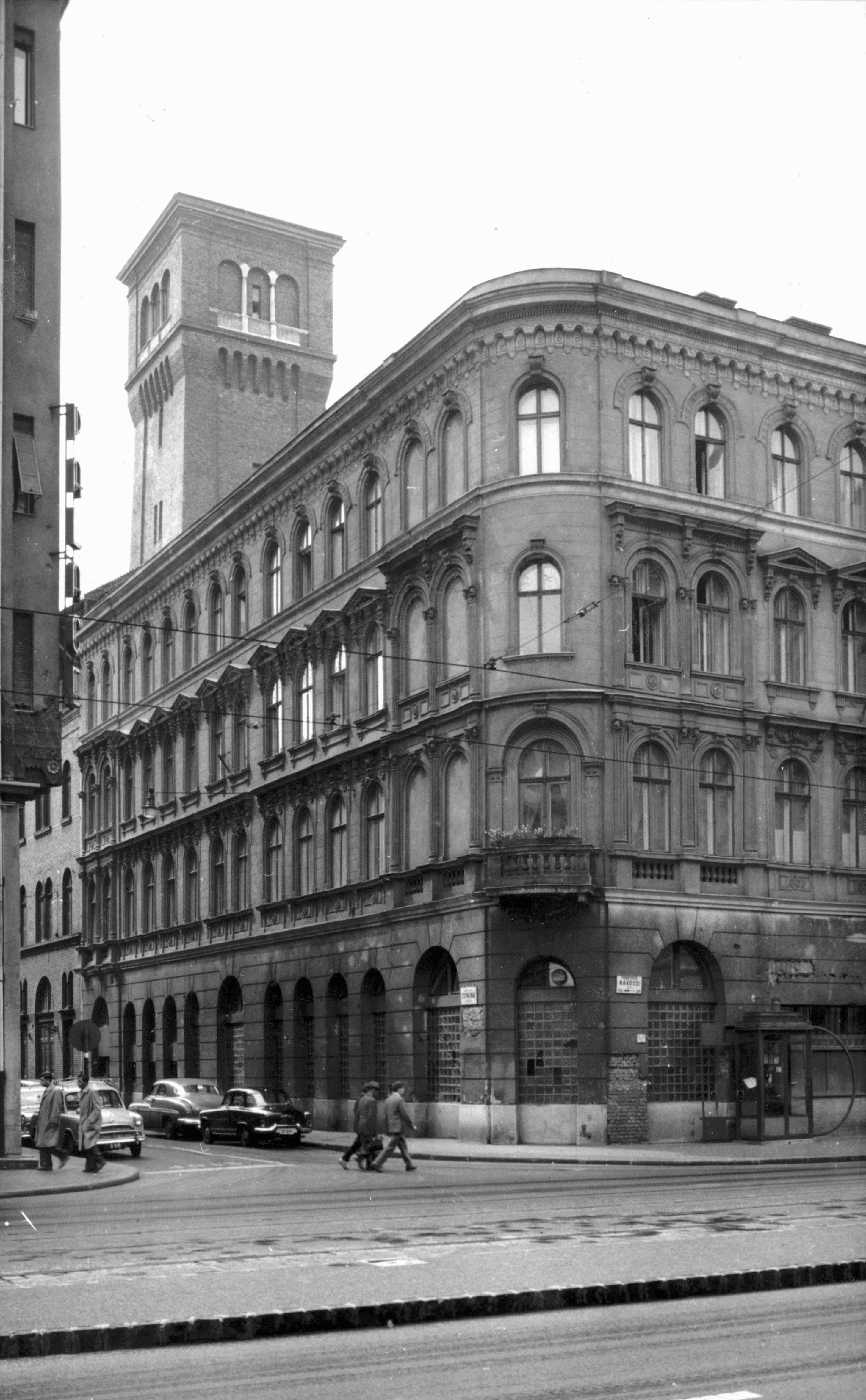
Gazdasági épület víztornya 1960

A könyvtárhelyiség a Népszínház Csokonai utcai gazdasági épületének legfelső emeletén volt. Gazdája, ahogy az épületnek és a társulatnak is a város volt. A színház könyvtárának alapja az a letéti anyag volt, melyet a Nemzetitől kapott kölcsön, miután „a népszínházi bizottság s a nemzeti színház igazgatósága között a színműi válfajok előadási joga tárgyában” szerződés jött létre. A „megőrzés és használat végett Rákosi Jenő igazgatónak átadott népszínművek” leltárszerű nyilvántartással kerültek a színházhoz. A törzsállomány aztán az előadott darabok szövegkönyveivel állandóan gyarapodott. A kölcsönkapott anyaggal együtt a Népszínház átvette a Nemzeti könyvtári rendjét is (a szövegkönyveket és kottákat abc rendben gyűjtötte, ezen belül pedig a darabok előadási rendjében csoportosította). Erre az motiválta, hogy műsora természeténél fogva kölcsönözni tudjon a hozzáfordulóknak, főként a vidéki színigazgatóknak. A színház megnyitásától első „könyvtárosa” Vasvári Kovács József színész volt 13 éven át. Utóda, Virágháti Lajos súgó, majd annak fia. 1895 őszétől nincs adat a könyvtárat gondozó személyről. 1908-ban a népszínházi alap tulajdonát képező könyvtárat és díszleteket a bérbe vevő Nemzeti Színház vette át.
A Népszínház írásbeli és nyomtatott, több ezer kötetet, magyar és idegen nyelvű szövegkönyvet és kottát tartalmazó dokumentumai javarészt megmaradtak. Egy 1959-es leírás szerint irattárát, jegyzőkönyveit az 1. sz. Állami Levéltár, színlapgyűjteményét a Fővárosi Szabó Ervin Könyvtár, szövegkönyveit és kottaanyagát pedig az Országos Széchényi Könyvtár őrzi.